# Головаш Михайло Іванович
Михайло Іванович Головаш (нар. 1897 — ?) — радянський діяч, 1-й секретар Солонянського районного комітету КП(б)У Дніпропетровської області. Член ВУЦВК. Кандидат у члени ЦК КП(б)У з січня 1934 по травень 1937 року.

## Біографія
Член РКП(б) з 1919 року.
Перебував на відповідальній радянській та партійній роботі.
На 1933—1934 роки — 1-й секретар Солонянського районного комітету КП(б)У Дніпропетровської області.
Подальша доля невідома.